# متلازمة تالية لاستئصال المرارة
المتلازمة التالية لاستئصال المرارة (بالإنجليزية: Postcholecystectomy syndrome)‏ هو مُصطلحٌ طبي يصفُ حدوث أعراضٍ بطنية بعد عامين من استئصال المرارة. تحدثُ هذه الأعراض في حوالي 5-40% من مرضى استئصال المرارة، وقد تكون هذه الأعراض مؤقتة، أو مستمرة، أو على طول الحياة، حيثُ تشخص الحالة المزمنة منها في حوالي 10% من الحالات.
يعزى حدوث الألم في هذه المتلازمة إما إلى خلل وظيفة مصرة أودي أو إلى التصاقات ما بعد الجراحة. أظهرت دراسة حديثة أنَّ هذه المتلازمة قد تحدث نتيجةً لتحصٍ مكروي صفراوي. حوالي 50% من الحالات، تحدث بسبب أسبابٍ صفراوية، مثل وجود بقايا حصوات، أو جرحٍ صفراوي أو عسرٍ في الحركة، أو كيسةٍ صفراوية، أما 50% المتبقية فتحدث لأسبابٍ أُخرى مثل عسر الهضم الوظيفي، وذلك لأنه على الرغم من أنَّ الألم أعلى البطن والحصوات الصفراوية شائعة في هذه المتلازمة، إلا أنها ليست السبب دائمًا.
يكون الإسهال المُزمن في هذه المتلازمة نوعًا من إسهال الحمض الصفراوي (النوع الثالث). يُمكن علاجه بواسطة منحيات حامض الصفراء مثل الكوليسترامين، الكوليستيبول أو الكوليسيفيلام، والتي يمكن أن يتحملها الجسم أكثر.

## الأعراض
قد تتضمن هذه المتلازمة الأعراض التالية:
- عسر الهضم، غثيان، قيء.
- إطلاق الريح، الانتفاخ، إسهال.
- ألم مستمر في الجزء العلوي الأيمن من البطن.[11]

## التشخيص
تُشخص هذه المتلازمة بعد أدوات، ومنها:
- تصوير بالموجات فوق الصوتية لتجويف البطن.
- فحوص الدم العامة والكيميائية الحيوية.
- تصوير الأوعية الصفراوية داخل الوريد
- تنظير المعدة والإثناعشري والمريء.
- تصويرالبنكرياس والأوعية الصفراوية بالطريق الراجع أو تصوير البنكرياس والأقنية الصفراوية بالتنظير الباطني بالطريق الراجع.